# Гренен
Гренен — коса, самая северная точка Дании, находящаяся на полуострове Ютландия, к северу от города Скаген. Своим названием Гренен обязан определённой форме в виде ветви дерева (дат. Gren). Морской берег, являющийся песчаным пляжем, увеличивается, в среднем, на 10 метров в год и вытягивается в северо-восточном направлении, в сторону Швеции.
Также пляж Гренен запечатлён среди множества работ сообщества Скагенских художников, которые собирались там каждое лето, начиная с 1875 года до конца девятнадцатого века.